# Hamza Regragui
Pour les articles homonymes, voir Regragui.
Hamza Regragui (en arabe : حمزة الركراكي), né le 13 juin 1997, est un footballeur marocain évoluant au poste de défenseur central ou de milieu défensif au Wydad AC.

## Biographie

### En club
Hamza Reguagui est formé à l'Académie Mohammed VI, au Maroc. En 2015, il rejoint le club espagnol du Málaga CF en prêt, où il joue avec la réserve. Il n'est finalement pas gardé par le club. Il est ensuite prêté au Kénitra AC, mais n'arrive pas à s'imposer et son option d'achat n'est pas levée. 
En 2017, il est acheté par la RS Berkane. Lors de sa première saison avec la RS Berkane, il dispute 24 matchs en Botola, et participe à la Coupe de la confédération.
Le 20 mai 2022, il remporte la Coupe de la confédération après avoir remporté la finale sur une séance de tirs au but face à l'Orlando Pirates FC (match nul, 1-1). Le 28 juillet 2022, il bat le Wydad Casablanca sur séance de penaltys à l'occasion de la finale de la Coupe du Maroc au Stade Mohammed-V (match nul, 0-0). Le 10 septembre 2022, il est titularisé sous son nouvel entraîneur Abdelhak Benchikha à l'occasion de la finale de la Supercoupe de la CAF face au Wydad Athletic Club. Le match se solde sur une victoire de 0-2 au Complexe sportif Moulay-Abdallah.

### En sélection
Le 18 août 2019, il est présélectionné par Patrice Beaumelle avec le Maroc olympique pour une double confrontation contre l'équipe du Mali olympique comptant pour les qualifications à la Coupe d'Afrique des moins de 23 ans.
Le 28 juillet 2022, il est convoqué par le sélectionneur Hicham Dmii pour un stage de préparation avec l'équipe du Maroc A', figurant sur une liste de 23 joueurs qui prennent part aux Jeux de la solidarité islamique en août 2022.

## Palmarès

### En club
RS Berkane
- Coupe du Maroc (3) :
  - Vainqueur : 2018, 2021 et 2022.
- Coupe de la confédération (2) :
  - Vainqueur : 2019-20, 2021-22
- Supercoupe de la CAF (1) :
  - Vainqueur : 2022
  - Finaliste : 2021